# Kunětická kotlina
Kunětická kotlina je geomorfologický okrsek ve východní části Pardubické kotliny, ležící v okrese Pardubice v Pardubickém kraji.

## Poloha a sídla

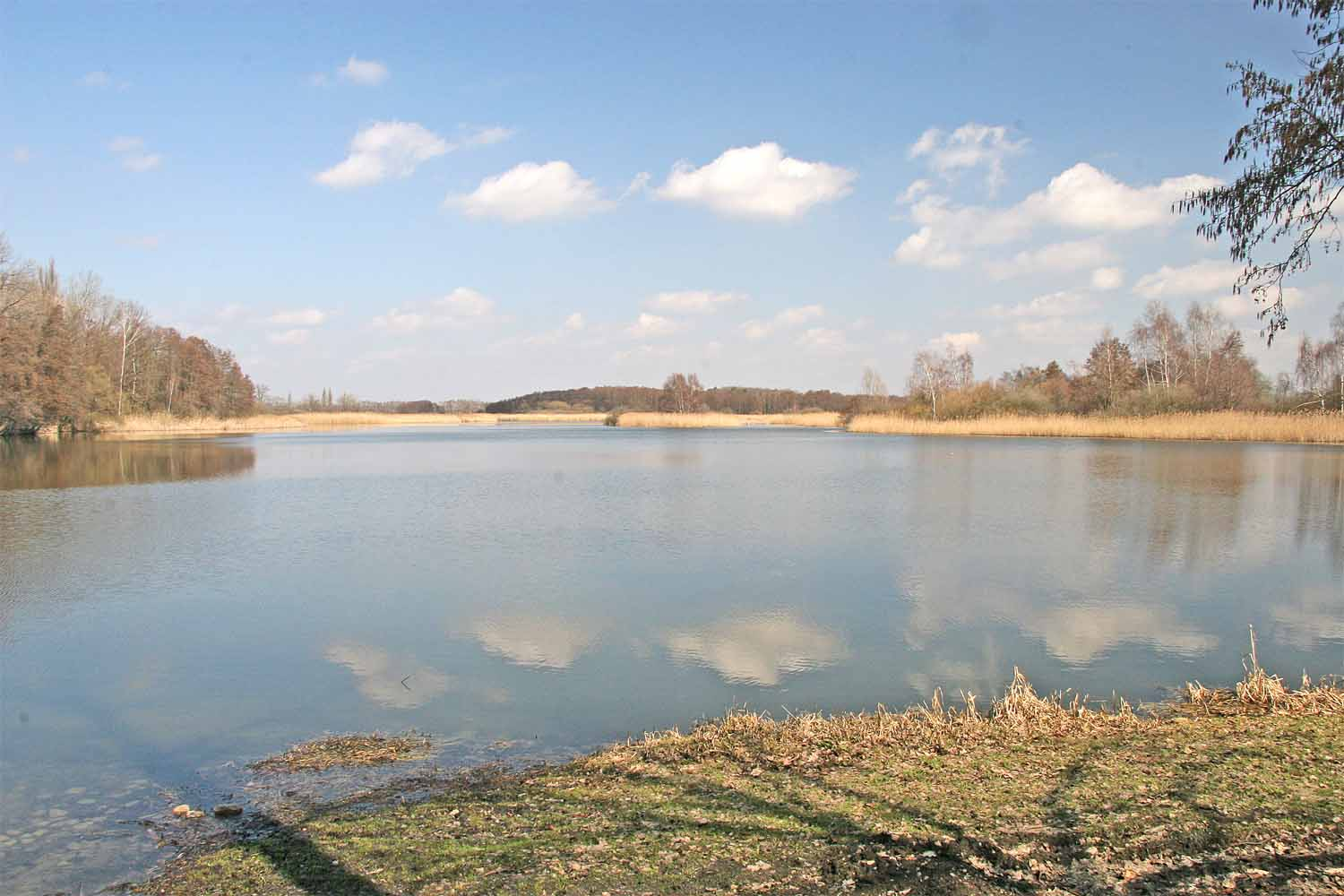
NPR Bohdanečský rybník a rybník Matka

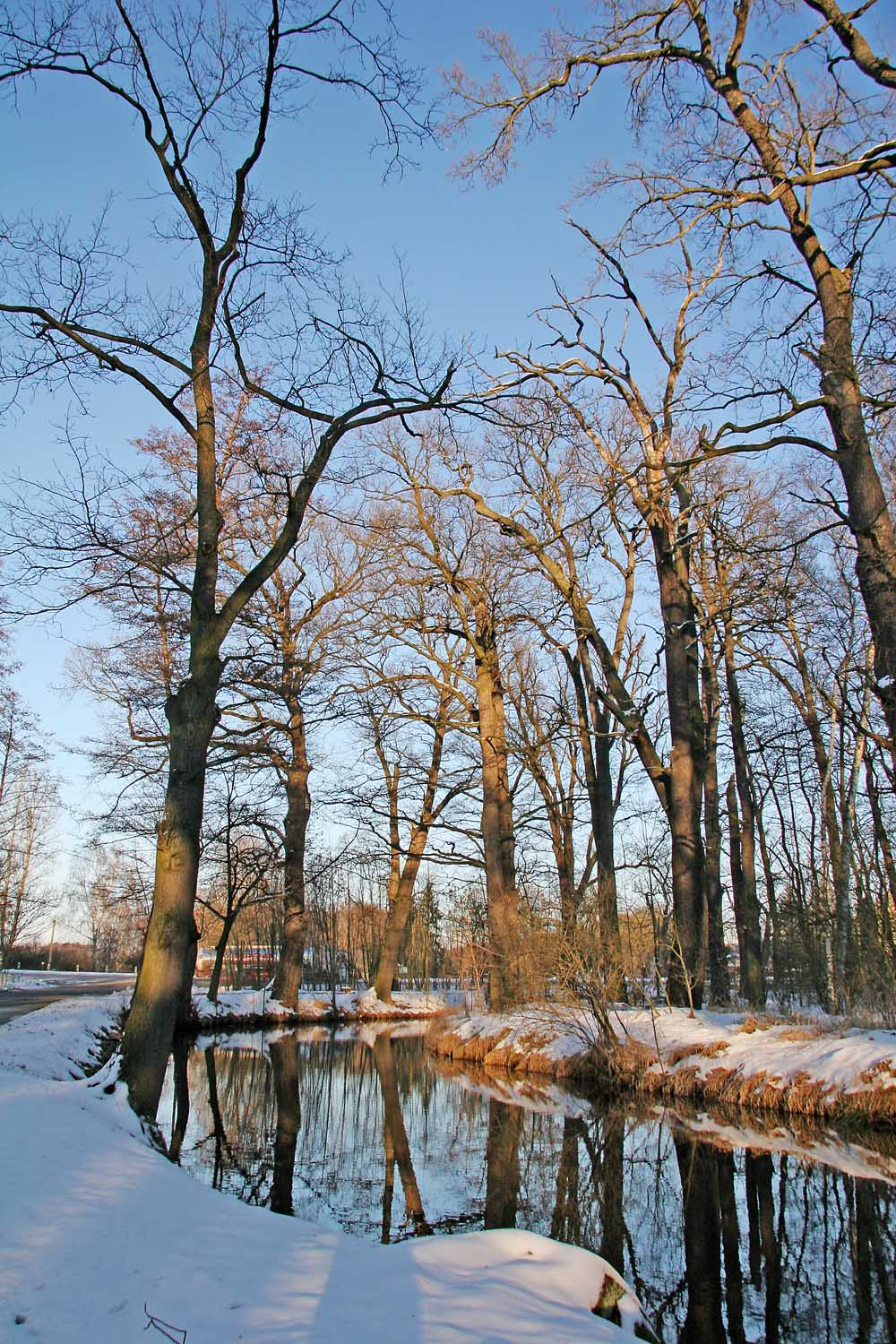
Opatovický kanál u Lázní Bohdaneč

Území okrsku se nachází zhruba mezi sídly Staré Ždánice (na severu), Stéblová (na severovýchodě), Kunětice (na východě), Přelovice (na jihozápadě) a Křičeň (na severozápadě) a nivou Labe na jihu. Uvnitř okrsku leží město Lázně Bohdaneč, větší obce Srch, Ráby a Rybitví a městské části krajského města Pardubice.

## Charakter území
Určujícím prvkem Kunětické kotliny je Labe, to však mělo původně koryto v odlišném místě. Ještě během risského zalednění protékalo Labe Urbanickou brázdou, tzn. od Hradce Králové se stáčelo na západ k Chlumci nad Cidlinou, nikoliv na jih do Pardubic. Současný stav se patrně vytvořil až před 20 000 lety, tedy z geologického hlediska velmi nedávno.

## Geomorfologické členění
Okrsek Kunětická kotlina (dle značení Jaromíra Demka VIC–1C–2) náleží do celku Východolabská tabule a podcelku Pardubická kotlina.
V podrobnějším členění Balatky a Kalvody se Kunětická kotlina dále člení na podokrsky Bohdanečská brána na západě, Semtínská kotlina na jihu, Sršská plošina uprostřed a na východě a Sezemická kotlina (v Demkově členění samostatný okrsek) na východě.
Kotlina sousedí s dalšími okrsky Východolabské tabule: Smiřická rovina na severu, Východolabská niva na východě a jihu, Kladrubská kotlina na západě a Dobřenická plošina na severozápadě.

## Významné vrcholy
Nejvyšším bodem Kunětické kotliny, potažmo celé Pardubické kotliny, je Kunětická hora (315 m n. m.).
| název vrcholu  | výška (m n. m.) | podřazená jednotka |
| -------------- | --------------- | ------------------ |
| Kunětická hora | 315             | Sršská plošina     |
| Svatý Jiří     | 230             | Sršská plošina     |